# St. Willehad (Cuxhaven)
Die Kapelle St. Willehad war eine katholische Kapelle in Cuxhaven, einer Kreisstadt in Niedersachsen. Sie gehörte zuletzt zur Pfarrgemeinde St. Marien mit Sitz in Cuxhaven, im Dekanat Bremerhaven des Bistums Hildesheim. Die dem heiligen Willehad gewidmete Kapelle befand sich in der Grodener Chaussee 21. Heute ist die knapp zwei Kilometer entfernte Pfarrkirche St. Marien das nächstgelegene katholische Gotteshaus.

## Geschichte
1956 erwarb die Kirchengemeinde Herz Jesu das „Meyn’sche Anwesen“, ein Grundstück, das mit einem Herrenhaus und einer großen Scheune bebaut war und zur Versteigerung angeboten wurde. Am 21. Mai 1956 wurde die der dort vorhandenen Scheune engerichtete kleine Kapelle eingeweiht.
In den 1960er Jahren wurde die ehemalige, 1892 erbaute Scheune zu einem Spanischen Zentrum ausgebaut. 1967 wurde im Dachgeschoss des Gebäudes die Kapelle St. Willehad eingerichtet, sie verfügte über rund 100 Sitzplätze. Am 25. August 1967 erfolgte ihre Benediktion. In dem in rund 2 Meter Höhe über dem Meeresspiegel gelegenen Gebäudekomplex waren auch eine Kindertagesstätte, das Spanische Zentrum und eine Niederlassung der Caritas untergebracht.
Am 1. Oktober 2011 erfolgte die Profanierung der Kapelle durch den Pfarrer von St. Marien, Christian Piegenschke. Zum Zeitpunkt der Profanierung war geplant, dass der spanische Elternverein Cuxhavens (Asociacion de Padres de Familia de Cuxhaven y Alrededores e.V.), der bereits einen Teilbereich des Gebäudekomplexes nutzt, auch den Raum der bisherigen Kapelle übernimmt. Die benachbarte katholische Kindertagesstätte St. Willehad, für die 1986 neben dem Spanischen Zentrum ein Neubau errichtet wurde, blieb weiterhin in Betrieb. Im Sommer 2023 wurde die ehemalige Scheune, in der sich die Kapelle befand, abgerissen.